# Ilhas Virgens Americanas nos Jogos Olímpicos de Verão de 2000
As Ilhas Virgens Americanas participaram dos Jogos Olímpicos de Verão de 2000 em Sydney, Austrália.